# Şırnak (stad)
Şırnak (Koerdisch: Şirnex) is de hoofdstad (İlçe Merkezi) van het gelijknamige district en de provincie Şırnak in Turkije. De plaats telt 52.743 inwoners (2000).

## Verkeer en vervoer

### Wegen
Şırnak ligt aan de nationale wegen D370 en D400.
- Library of Congress Control Number: n98951424
- Nationale Bibliotheek van Israël: 987007535838005171
- TDVİA: sirnak
- Virtual International Authority File: 142078345